# Txema Añibarro
José María 'Txema' Añibarro Astondoa (Zeberio, Biscaia, 26 de juliol de 1979) és un futbolista basc retirat que jugava com a migcampista. Va jugar la major part de la seva carrera professional amb la SD Eibar, després que arribés al club a 29 anys.
Nascut a Zeberio, Añibarro va jugar al futbol aficionat fins a la vintena. L'estiu de 2005 va fitxar pel Sestao River Club de la tercera divisió, i va disputar-hi 32 partits en la seva primera temporada, que va acabar en la promoció.
El 5 de juny de 2008 Añibarro va fitxar per la SD Eibar. Va jugar el seu primer partit com a professional el 3 de setembre, com a titular (i essent expulsat) en una derrota per 0–1 contra el CE Castelló, a la Copa del Rei. Va debutar a la segona divisió el dia 20, jugant com a titular en un empat a zero a casa contra el Celta de Vigo, i va marcar el seu primer gol com a professional el 25 d'abril de l'any següent, en un partit que acabà en derrota per 2–3 a casa, contra el Reial Saragossa.
Añibarro va jugar 25 partits en la seva primera temporada, i els Armeros varen descendir de categoria. Es va mantenir com a titular durant els anys següents, i va jugar 27 partits la temporada 2012-13 a la segona divisió B, en què l'equip va promocionar.
El 25 de juny de 2014, després que l'Eibar promocionés a la Lliga BBVA, un Añibarro de 34 anys va renovar el seu contracte amb el club per un any més. Va debutar a la màxima categoria el 16 de gener de 2015, entrant a la segona part en substitució de Borja Ekiza en un empat 1–1 fora de casa contra el Córdoba CF.